# Mohammed Mbye
Mohammed Jallow-Mbye (Banjul, 18 giugno 1989) è un calciatore gambiano, difensore del Sölvesborgs GoIF.

## Carriera

### Club

#### Gli inizi
Mbye giocò con la maglia del Gambia Ports Authority, prima di passare all'Hammarby Talang. In seguito fu ingaggiato dal Rennes 2, formazione militante nello Championnat de France amateur (CFA).

#### Assyriska
Terminata l'esperienza francese, tornò in Svezia per giocare nell'Assyriska. Debuttò nella Superettan il 3 maggio 2009, subentrando a Dennis Östlundh nella vittoria per 0-3 sul campo del Qviding. Il 26 agosto 2011 arrivò la prima rete in campionato, nella vittoria per 1-3 in casa del Brommapojkarna.

#### Norvegia
Il 7 luglio 2013, fu annunciato ufficialmente il suo trasferimento ai norvegesi dell'Elverum. Il giocatore si sarebbe aggregato alla nuova squadra alla riapertura del mercato, prevista per il 15 luglio successivo. Esordì nella 1. divisjon il 28 luglio, nel pareggio per 2-2 sul campo del Ranheim. A fine stagione, l'Elverum retrocesse nella 2. divisjon.
Il 28 gennaio 2014 venne ingaggiato dal Kongsvinger. Una settimana più tardi, rescisse il contratto e manifestò la volontà di tornare in Svezia. Nonostante questo proposito, Mbye fece ritorno all'Elverum in vista del campionato 2014.

#### Il ritorno in Svezia
Il 13 marzo 2015 tornò in Svezia a parametro zero, militando nella terza serie nazionale con i colori del Kristianstads FF, squadra che prima dell'inizio della stagione 2016 si fuse con il Kristianstad BoIS dando vita al Kristianstad FC. Dalla stagione 2017 è stato, per tre anni, un giocatore del Mjällby, contribuendo al doppio salto dalla Division 1 all'Allsvenskan.
Nell'agosto del 2020 si è unito all'Ifö Bromölla, nella quarta serie svedese. Ha continuato a militare nella stessa categoria anche nelle due annate seguenti, trascorse però con le maglie di Sölvesborgs GoIF e IFK Hässleholm. Nel 2023 è tornato al Sölvesborgs GoIF, nel frattempo sceso in quinta serie due anni prima al termine della precedente parentesi di Mbye.

### Nazionale
Ha esordito con il Gambia nel 2010; è stato convocato per la Coppa delle nazioni africane 2021.